# Big in Japan
"Big in Japan" é uma canção da banda alemã de synth-pop Alphaville, lançada oficialmente em 1984 como single de estreia da banda e de seu álbum, Forever Young. O single foi um sucesso em muitos países, incluindo Alemanha, Suécia e Suíça. Foi também o único hit do grupo no Top 75 do Reino Unido, alcançando a oitava posição na parada de singles. A canção também alcançou a 66ª posição na Billboard Hot 100, além de alcançar a primeira posição na Europa.

## Letras, música e tema
O grupo tinha um Roland System-100M, que foi usado pela primeira vez para criar a linha de baixo. O tempo da música foi influenciado por "The Safety Dance", mudando a velocidade para o dobro do tempo, no meio da música. A melodia foi desenvolvida por todos os três membros da banda, trabalhando em seu estúdio caseiro. Marian Gold desenvolveu a maioria das letras enquanto ia ao dentista. O tema foi baseado em dois amigos envolvidos na sórdida cena do tráfico de drogas no zoológico de Berlim. A música fala de tais amantes que fantasiam sobre estar livres das drogas. O refrão "Big in Japan" simboliza essa ideia de ter sucesso em outro mundo. Gold disse: "Essa frase tem um certo significado. Significa que se você é um perdedor completo, está dizendo às outras pessoas: 'Eu não sou um perdedor porque no Japão sou muito grande.' É a mentira do perdedor e se encaixou perfeitamente na história desses drogados, sobre a qual a música fala, de uma forma muito trágica".
Gold explicou mais tarde "originalmente não tínhamos certeza se deveríamos colocá-lo no álbum, porque é um pouco autobiográfico, pois reflete minha época em Berlim Ocidental no final dos anos 70, com a cena das drogas ao redor da estação de trem e do zoológico, e todas as coisas underground. Não tem nada a ver com o Japão". A frase foi inspirada no nome da banda real, Big in Japan, cujo álbum Gold havia comprado recentemente. Ele disse: "Como você sabe, há um mercado musical considerável no Japão. Se você queria se tornar famoso, o que deveria fazer era formar um grupo de hard rock e então lançar um álbum lá; com certeza venderia bem... então a história foi...". Quando a canção alcançou o topo das paradas alemãs, a canção número um que foi substituída foi "Relax", de Frankie Goes to Hollywood, cuja vocalista, Holly Johnson, havia anteriormente participado de Big in Japan - uma coincidência notável, de acordo com Gold. Gold disse mais tarde que "nunca conversamos com ele, mas ele deve ter se perguntado 'quem é esse grupo alemão com uma música que leva o nome da minha banda?'!".

## Lista de Faixas

#### 7" maxi
1. "Big in Japan" - 3:52
2. "Sementes" - 3:15

#### 12" maxi
1. "Big in Japan" (versão 7 ") - 3:52
2. "Sementes" - 3:15

## Desempenho na paradas musicais
| Chart (1984)                          | Posição de pico |
| ------------------------------------- | --------------- |
| Austrália (Kent Music Report)         | 67              |
| Áustria (Ö3 Austria Top 75)           | 4               |
| Bélgica (Ultratop 50 de Flandres)     | 2               |
| Canadá (RPM Top Singles)              | 67              |
| Europa (Eurochart Hot 100)            | 1               |
| França (SNEP)                         | 13              |
| Alemanha (Offizielle Deutsche Charts) | 1               |
| Irlanda (IRMA)                        | 4               |
| Países Baixos (Dutch Top 40)          | 2               |
| Países Baixos (Single Top 100)        | 5               |
| Noruega (VG-lista)                    | 3               |
| Polônia (LP3)                         | 9               |
| África do Sul (Springbok Radio)       | 5               |
| Espanha (AFYVE)                       | 2               |
| Suécia (Sverigetopplistan)            | 1               |
| Suíça (Schweizer Hitparade)           | 1               |
| Reino Unido (UK Singles Chart)        | 8               |
| Estados Unidos Billboard Hot 100      | 66              |
| US Billboard Hot Dance Club Play      | 1               |

## Versão de Sandra
Em 1985, a cantora alemã Sandra lança sua versão da música sob o nome "Japan Ist Weit". Apesar de sua boa repercussão, o single foi um fracasso, pois apenas cento e vinte e cinco cópias do single foram vendidas no mercado alemão.

### Lista de Faixas

#### 7" maxi
- A: "Japan ist weit" - 3:44
- B: "Sekunden" - 3:21

## Versão de Guano Apes
Em 2000, a banda de heavy metal Guano Apes lançou uma versão cover como single principal de seu segundo álbum "Don't Give Me Names" em 12 de abril de 2000. O videoclipe mostra a banda se apresentando em uma arena vazia, seguida por um fã tentando localizar a banda.

### Lista de Faixas

#### CD single
1. "Big in Japan" – 2:49
2. "Gogan" – 2:47
3. "I Want It" – 3:17

#### 7" single
1. "Big in Japan" – 2:48
2. "I Want It" – 3:15

#### Maxi single
1. "Big in Japan" – 2:49
2. "Gogan" – 2:47
3. "I Want It" – 3:17
4. "La Noix" – 2:19
5. "Big in Japan (Space Jazz Dubmen Mix)" – 4:32